# Territoriale prelatuur Illapel
De territoriale prelatuur Illapel (Latijn: Praelatura Territorialis Ilapensis) is een rooms-katholieke territoriale prelatuur met als zetel Illapel, in Chili. De territoriale prelatuur is suffragaan aan het aartsbisdom La Serena. 

## Geschiedenis
De territoriale prelatuur werd opgericht op 30 april 1960, uit delen van het aartsbisdom La Serena en het bisdom San Felipe. 

## Parochies
De territoriale prelatuur had in 2021 een oppervlakte van 75.176 km2 en telde 307.440 inwoners waarvan 75,5% rooms-katholiek was.

## Bisschoppen
- Cirilo Polidoro Van Vlierberghe (27 juni 1966 - 11 augustus 1984; apostolisch administrator sinds 18 maart 1961)
  - Manuel José Bernardino Piñera Carvallo (apostolisch administrator: 11 augustus 1984 - 9 maart 1986)
- Pablo Lizama Riquelme (19 december 1985  - 24 februari 1988)
- Rafael de la Barra Tagle (17 juni 1989 - 20 februari 2010)
- Jorge Patricio Vega Velasco (20 februari 2010 - 8 juni 2021)
- Julio Esteban Larrondo Yáñez (12 december 2023 - heden)

La Serena (aartsbisdom) · Copiapó · Illapel (territoriale prelatuur)